# Восстание Хасана Исраилова
Восстание Хасана Исраилова — антисоветское восстание на Северном Кавказе в 1940—1944 годах.

## Причины восстания
Ряд народов Северного Кавказа симпатизировали большевикам в самом начале их государственного строительства. Однако со временем их позиция изменилась. Антирелигиозная политика советской власти привела к тому, что населению Северного Кавказа, в большинстве своём патриархальному и религиозному, стали запрещать посещать мечети, а потом и вовсе стали их разрушать. Мулл ссылали в лагеря или расстреливали. Недовольно было население и затронувшей его коллективизацией. Пытавшихся высказывать недовольство вслух ждали арест и ссылка в Сибирь.

## Хасан Исраилов
Хасан Исраилов, 1910 года рождения, уроженец селения Нашхой Галанчожского района Чечни, член ВЛКСМ и ВКП(б) с 1929 года, некоторое время занимался поэзией, но впоследствии стал корреспондентом «Крестьянской газеты». Его статьи в этом издании имели сильную политическую окраску, в частности, он резко разоблачал злоупотребления советских чиновников, притесняющих и грабящих простых вайнахов. За эти публикации дважды арестовывался НКВД по обвинению в контрреволюционной клевете — сначала в 1931 году, потом в 1937. В том же году, когда выяснилось, что некоторые из чиновников, которых Исраилов критиковал как грабителей и взяточников, оказались ими и на самом деле, был реабилитирован и возвратился из Сибири. Впоследствии был даже восстановлен в партии.
В 1939 году Исраилов подал в НКВД жалобу, в которой заявил, что местные чеченские власти притесняют его народ. Жалоба была подписана ещё восемью недовольными чеченцами. В своём заявлении они призывали центральные власти снять со своих постов русского первого секретаря Чечено-Ингушского обкома ВКП(б) Василия Егорова и народного комиссара внутренних дел республики Михаила Раева. Дело вновь закончилось арестами всех девятерых, но вскоре Егоров и Раев были арестованы как враги народа, и Исраилова с сообщниками вновь выпустили на свободу.

## Ход восстания
По данным НКВД, из всех действовавших на территории Чечено-Ингушетии накануне войны вооружённых групп, только группа Исраилова имела политический характер. Все остальные были чисто уголовными. Действиями НКВД за 1941 год было ликвидировано 12 банд общей численностью до 100 человек.
В начале лета 1942 года Исраиловым от имени «Временного народного-революционного правительства Чечено-Ингушетии» через линию фронта был отправлен выпускник Института красной профессуры Абдурахман Авторханов для заключения «военно-политического союза против большевизма». Однако немецкие офицеры не поверили Авторханову. Последний чудом избежал расстрела и был переправлен в Берлин, где вращался в эмигрантских кругах до конца войны.
16 августа 1942 года Майрбек Шерипов во главе отряда в 150 человек вошёл в село Химой и разграбил его. Операция была согласована с начальником отдела по борьбе с бандитизмом НКВД Чечено-Ингушетии Идрисом Алиевым, который накануне вывел из села отряд НКВД. В результате в отряд Шерипова стали со всей республики стекаться недовольные советской властью. Этот отряд двинулся к районному центру селу Итум-Кали и окружил его 18 августа. В этот район был направлен 141-й стрелковый полк НКВД, который в боях 21-24 августа разбил отряды М. Шерипова и ряд более мелких бандгрупп  Итум-Калинском и Шатойском районах. В этих боях было убито до 200 членов бандформирований, а в ноябре был выслежен и уничтожен сам Шерипов.
25 августа 1942 года, привлечённые слухами о масштабном восстании, гитлеровцы сбросили в Галашкинский район большую группу диверсантов под руководством Османа Губе. Группа сразу же оказалась под полным контролем советских спецслужб. Она просуществовала в течение четырёх месяцев, пока НКВД не принял решение о её ликвидации.
В литературе встречаются утверждения о восстании в октябре 1942 года, якобы организованном диверсантом унтер-офицером Реккетом в Веденском и Чеберлоевском районах. Однако на деле в ходе операции у селения Махкеты благодаря помощи местного населения Реккет был ликвидирован, а руководитель другой диверсионной группы осетин Дзугаев был арестован.
Осенью 1942 года начальник отдела по борьбе с бандитизмом Чечено-Ингушского НКВД Идрис Алиев и другие работники того же отдела имели ряд встреч с Исраиловым и другими руководителями повстанческих групп. Тогда же в доме одного из жителей села Мужичи состоялись переговоры Исраилова с немецкими офицерами об «оказании содействия наступающим германским войскам».
В секретной переписке с Исраиловым состоял нарком НКВД Чечено-Ингушетии Султан Албогачиев, а после перевода последнего в Москву её продолжил сменивший Албогачиева на этом посту Виктор Дроздов. Из опубликованных в 1990-е годы документов следует, что Исраилов и другие руководители повстанческих групп поддерживали связь с германской агентурой во Владикавказе через руководителей республиканского НКВД. Кроме того, контакты между командирами немецких диверсионных групп и Исраиловым носили эпизодический характер и происходили только через сотрудников советских спецслужб, действовавших под видом нелегалов и выполнявших функции проводников и советников:
Нет сомнений в том, что все эти контакты осуществлялись в рамках тайной операции по выявлению действовавших антисоветских групп и их каналов связи с секретными службами Германии в контексте обороны нефтепромышленного Грозного. Нельзя было допустить высадки мощного десанта в горах, от которых Грозный отстоял всего в 30 километрах. С этой целью содержались в качестве приманки «повстанческие» группы и велась оперативная игра с несколькими реальными противниками советской власти (объективно они выполняли роль «подсадных уток»).
За август—сентябрь 1942 года в Чечено-Ингушетии было десантировано по различным источникам от 3 до 5 групп немецких диверсантов общей численностью до 40 человек. Большинство диверсантов были уничтожены в течение нескольких дней после десантирования истребительными батальонами и оперативно-войсковыми группами НКВД при активной поддержке местных жителей.
Все недовольные советской властью, контактировавшие с Исраиловым, рано или поздно попадали в руки НКВД. Хасуха Магомадов, примкнувший к группе Исраилова, вскоре заметил эту закономерность. После ликвидации очередной группы немецких парашютистов он тайно покинул банду и до самой своей гибели в 1976 году действовал самостоятельно.
В ноябре 1944 года Исраилов писал наркому НКВД Чечено-Ингушетии В. А. Дроздову:
Дорогой Дроздов, я писал телеграммы в Москву. Прошу передать их по адресам и через Яндарова прислать мне расписки почтой с копией Вашей телеграммы. Дорогой Дроздов, я прошу Вас сделать все возможное и для того, чтобы добиться из Москвы прощения за мои грехи, ибо не так велики, как рисуются. Прошу прислать мне через Яндарова копировальной бумаги 10-20 штук, доклад Сталина от 7 ноября 1944 года, военно-политические журналы и брошюры не менее 10 штук, химических карандашей 10 штук.

Дорогой Дроздов, прошу сообщить мне о судьбе Хусейна и Османа, где они, осуждены ли они или нет.

Дорогой Дроздов, я нуждаюсь в лекарстве против туберкулезной бациллы, пришли наилучшее лекарство.

С приветом — писал Хасан Исраилов (Терлоев).
По некоторым оценкам реальная численность банды Исраилова, включая внедрённых в её состав агентов НКВД, никогда не превышала 14 человек.
25 декабря 1944 года в перестрелке с подразделениями внутренних войск Хасан Исраилов был убит.

### Карательные акции
По данным советских спецслужб, в октябре 1941 года в целом ряде селений Галанчожского, Шатойского и Итум-Калинском районах население приступило к стихийному разделу колхозного имущества. Утверждалось, что происходила массовая неуплата налогов и уклонение от мобилизации. В волнениях, продолжавшихся с 28 октября по 3 ноября 1941 года, якобы участвовало до 800 человек. К подавлению «выступлений» были привлечены три звена боевой авиации. Горные аулы подверглись бомбардировке. В столкновениях с бандами с обеих сторон погибли до 19 человек, трое военнослужащих пропали без вести. Были арестованы пять «участников восстания». Однако сообщения о волнениях опираются исключительно на данные центрального аппарата НКВД СССР. Согласно другим данным, собранным по информации в том числе ответственных лиц, непосредственно находившихся в указанных районах в этот период, в горах наблюдалось абсолютное спокойствие и бомбардировки горных районов стали шоком и для местных жителей, и для командированных в район сотрудников обкома ВКП(б).
Органы НКВД широко использовали репрессии в отношении членов семей «врагов народа». Только во второй половине 1942 года были задержаны как заложники 216 семей, также были уничтожены 100 хуторов и отдельных домов. По данным проверки работниками центрального аппарата НКВД, за первую половину 1943 года во время оперативно-войсковых операций были убиты 213 человек, из которых только 22 состояли на учёте в правоохранительных органах. Похоже, такой же была статистика и 1942 года, когда были убиты 295 человек.

### Сопротивления населения уголовникам и диверсантам
Уголовники и диверсанты также практиковали репрессии против мирного населения. В 1943 году советские и партийные работники подвергались нападениям 75 раз, работники НКВД — 19 раз. Колхозы и другие советские организации грабились 20 раз. В результате нападений погибли 42 человека, из которых половину составляли мирные жители.
При попытках ограбления колхозного имущества бандиты нередко встречали отпор со стороны колхозников. 22 ноября 1942 года уголовная банда Халида Шейхаева, состоявшая из 34 человек, напала на животноводческую ферму в селе Гули Веденского района. Однако в результате перестрелки с местными жителями она потеряла убитыми и раненными до половины своего состава. Также погибли четыре местных жителя. Факты организованного сопротивления колхозников не были единичными: в Чечено-Ингушетии 23 колхозника были награждены грамотами Президиума Верховного Совета ЧИАССР за активное участие в борьбе с бандитизмом.
В 2000-х годах были рассекречены документы НКВД, сообщающие о серьёзном вкладе отдельных религиозных деятелей и сотен рядовых мюридов в борьбу с немецкими диверсантами.

### Ситуация в соседних регионах
По данным НКВД, с начала Великой Отечественной войны до конца 1944 года в Чечено-Ингушетии было бандитскими и уголовными группами произведено 421 нападение. За этот же период было разгромлено 197 банд, задержано более 4500 дезертиров различных национальностей и около тысячи уклоняющихся от мобилизации. При этом в Чечено-Ингушетии со второй половины 1943 года происходит резкое снижение количества бандитских групп.
В августе 1943 года на всём Северном Кавказе действовало 156 незаконных вооружённых формирований, состоявших из 3485 человек. В том числе: в Чечено-Ингушетии — 44 (300 участников), в Кабардино-Балкарии — 47 (900 участников), в Дагестане — 1500 участников, тысяча дезертиров и 800 человек, уклоняющихся от мобилизации. В Северной Осетии за три года войны — 4366 дезертиров, 862 случая уклонения от службы, также активизировались «политбанды» и диверсанты абвера.
Султан Албогачиев в 1963 году писал:
Бандитов в горах Чечни было не больше, чем в других регионах страны… По моим подсчётам в горах Чечни было в то время около 300 бандитов, в том числе около 160—170 активно действующих… Повторяю ещё раз — не было никаких причин для выселения чеченцев и ингушей. Это подтвердил и сам Берия во время процесса над ним в 1953 году.

### Партийные и чекистские органы Чечено-Ингушетии в годы войны
В связи с неудовлетворительной работой районных органов НКВД в начале войны обком Чечено-Ингушетии на специальном заседании обсудил этот вопрос. Среди работников НКВД были отмечены случаи взяточничества, фальсификации, морального разложения, непрофессионализма, смычки с «тёмными элементами». Бюро обкома потребовало снятия с должностей и наказания ряда руководящих работников НКВД. В 1941—1942 годах на смену скомпрометировавшим себя руководителям районных отделений пришли молодые, профессионально подготовленные сотрудники органов госбезопасности, главным образом из чеченцев. Единственным из новых назначенцев, кто во время войны ушёл к повстанцам, был начальник Шалинского отделения НКВД Пашаев (который чеченцем не был).
В публикациях ряда авторов ситуация в Чечено-Ингушетии либо совершенно искажается, либо приводятся различные оперативные справки без их критического анализа. Например, со слов заместителя Л. П. Берия Богдана Кобулова, в августе-сентябре 1941 года в Чечено-Ингушетии сбежали 14 руководителей райкомов партии, 8 руководящих работников райкомов и 14 председателей колхозов. Однако ни одна из этих цифр действительности не соответствует. Территория Чечено-Ингушетии не была оккупирована. Даже в самые напряжённые дни августа-сентября 1942 года связь между обкомом и районами республики не терялась ни на день, обезвреживались бандитские группы, строились масштабные укрепленные линии вокруг Малгобека и Грозного. В 1942 году в Галанчожском и Шатоевском районах, где якобы шли восстания, колхозы досрочно выполнили государственный план по производству животноводческой продукции. В 1943 году повышенный план по поставке зерна государству был выполнен на 111 %. Таким образом, между бандитизмом в Чечено-Ингушетии и депортацией чеченцев и ингушей не было причинно-следственной связи.

## Дальнейшие события
Руководители НКВД, осуществлявшие связь с Исраиловым и другими «повстанцами», получали содействие и благодарность центрального руководства. Подозреваемый в связях с чеченскими и ингушскими «политбандитами», критикуемый местным обкомом ВКП(б) за авантюризм, развал работы в наркомате и дезинформацию обкома, Албогачиев сделал стремительную карьеру. За год он получил несколько поощрений, ему был вручён орден, было присвоено два внеочередных звания и, в звании полковника госбезопасности (что соответствовало армейскому званию генерал-лейтенанта), осенью 1943 года он был переведён на работу в Москву. Начальник отдела по борьбе с бандитизмом НКВД Чечено-Ингушетии Идрис Алиев открыто подозревался собственными подчинёнными в связях с бандитами и прямом предательстве. Однако он за год продвинулся от капитана до подполковника госбезопасности (аналог армейского звания генерал-майор), получил боевой орден и был переведён на работу в центральный аппарат в Москву.
Я. З. Ахмадов и Э. Х. Хасмагомадов в своей монографии пишут:
Отсюда следует, что главные успехи Албогачиева и Алиева находились в плоскости организации соответствующих «условий» и «причин» для выселения коренных народов края, а не в формате реальной борьбы с преступностью и повстанческим движением. Эта тайная сторона деятельности двух высокопоставленных чекистов — прямых агентов Берия — была закрыта даже для высших партийных органов Чечено-Ингушской АССР.
Отдельные столкновения продолжались до середины 1950-х годов. Последний выживший абрек — 71-летний Хасуха Магомадов — был убит в перестрелке с сотрудниками силовых структур СССР в 1976 году.